# جاد جونز
جاد لويز جونز (بالإنجليزية: Jade Louise Jones)‏ (مواليد 21 مارس 1993) هي لاعبة تايكوندو ويلزية تلعب لصالح منتخب المملكة المتحدة. حازت على الميدالية الذهبية في كل من الألعاب الأولمبية الصيفية لسنة 2012 و2016 لفئة 57 كغ سيدات، حيث حصلت في أولمبياد 2012 على أول ميدالية ذهبية لبريطانيا من هذا الصنف في نفس الوقت، انتزعت جونز الميدالية الذهبية لصالح بريطانيا من فئة 55 كغ فتيات بالألعاب الأولمبية الصيفية للشباب 2010.

## روابط خارجية
- جاد جونز على موقع TaekwondoData.com (الإنجليزية)
- جاد جونز على موقع اللجنة الأولمبية الدولية (الإنجليزية)
- جاد جونز على موقع أوليمبيديا (الإنجليزية)
- جاد جونز على موقع اللجنة الأولمبية البريطانية (الإنجليزية)